# Сенякин, Иван Николаевич
Ива́н Никола́евич Сеня́кин (11 сентября 1949, Михайловка, Волгоградская область, СССР, РСФСР — 8 октября 2021, Саратов, Россия) — советский и российский учёный-правовед, доктор юридических наук, профессор кафедры теории государства и права Саратовской государственной юридической академии, ученик М. И. Байтина. Руководитель научной школы «Система российского законодательства: состояние и перспективы развития».

## Биография
Иван Николаевич Сенякин родился 11 сентября 1949 года в городе Михайловка Волгоградской области.
- 1979 год — окончил Саратовский юридический институт имени Д. И. Курского.
- 1979 год — 1982 год — учёба в очной аспирантуре Саратовского юридического института имени Д. И. Курского.
- 1982 год — защита диссертации на соискание учёной степени кандидата юридических наук на тему «Специальные нормы советского социалистического права» под руководством доктора юридических наук, профессора Байтина Михаила Иосифовича.
- 1987 год — присвоено учёное звание доцента.
- 1993 год — защита диссертации на соискание учёной степени доктора юридических наук на тему «Специализация и унификация российского законодательства. Проблемы теории и практики».
- 1995 год — присвоено учёное звание профессора.
- 1999 год — действительный член Российской академии естественных наук.
- 2000 год — главный редактор научного журнала «Вестник Саратовской юридической академии».

Умер 8 октября 2021 года в Саратове.

## Научная деятельность
Сенякиным И. Н. опубликовано более 200 научных работ, из них несколько монографий, учебников и учебных пособий. Публиковался в таких ведущих научных журналах, как Правоведение, Государство и право, Российское правосудие и других. Его работы включены в программу соответствующих курсов не только в родном вузе, но и в других профильных учебных заведениях.
За годы работы им подготовлено 60 кандидатов юридических наук. Кроме того Сенякин И. Н. оказывал научное консультирование при написании 6 докторских диссертаций.
В 1999 году избран действительным членом Российской Академии естественных наук, являлся председателем диссертационного совета Саратовской государственной юридической академии, главным редактором научного журнала «Вестник Саратовской юридической академии», а также членом редакционных коллегий нескольких научных журналов. Активно участвовал в рецензировании научных изданий.
Являлся основателем научной школы «Система российского законодательства: состояние и перспективы развития».

## Критика деятельности
По сведениям сетевого сообщества «Диссернет» Иван Николаевич Сенякин участвовал в защите шести, так называемых, «красочных диссертаций», а также участвовал в одном «позорном» решении диссертационного совета.

## Награды
- Заслуженный юрист Российской Федерации (22.09.2006)[7]
- Благодарность Президента Российской Федерации (12.03.2014)[8][9]
- Почётный работник высшего профессионального образования Российской Федерации (2001)
- Премия для научно-педагогических работников «Высота» (01.09.2018)[10]

## Некоторые публикации

### Диссертации
- Сенякин И. Н. Специальные нормы советского социалистического права. Дис. … канд. юрид. наук. — Саратов, 1982. — 194 с.
- Сенякин И. Н. Специализация и унификация российского законодательства: проблемы теории и практики. Дис. … докт. юрид. наук. — Саратов, 1993. — 371 с.

### Монографии
- Сенякин И. Н. Специальные нормы советского права / под ред. И. М. Байтина. — Саратов: Издательство СГУ, 1987. — 96 с.
- Сенякин И. Н. Специализация и унификация Российского законодательства. Проблемы теории и практики / под ред. И. М. Байтина. — Саратов: Издательство СГУ, 1993. — 194 с.
- Климова Г. З., Сенякин И. Н. Реабилитация как правовой институт (вопросы теории и практики). — Саратов: Издательство СГАП, 2005. — 344 с. — 500 экз. — ISBN 5-7924-0393-7.
- Подмосковный В. Д., Сенякин И. Н., Степин А. Б. Судебное усмотрение в частном праве (общетеоретический анализ). — Саратов: Издательство СГАП, 2005. — 240 с. — ISBN 5-7924-0406-2.
- Сенякин И. Н. Федерализм как принцип российского законодательства. — Саратов: Издательство СГАП, 2007. — 502 с. — ISBN 978-5-7924-0577-6.
- Никитин А. А., Сенякин И. Н. Проблемы социально-правовой реабилитации маргинальной личности в России: вопросы теории и практики. — Саратов: Издательство СГАП, 2009. — 360 с. — ISBN 978-5-7924-0763-3.
- Арзуманян А. Э., Сенякин И. Н. Конкуренция норм российского права. — Саратов: Издательство СГАП, 2011. — 220 с. — ISBN 978-5-7924-0894-4.

### Учебники, учебные пособия
- Сенякин И. Н. Понятие и виды специальных норм советского социалистического права: Учебное пособие / ред. М. И. Байтин. — Саратов: Издательство СГУ, 1981. — 36 с.
- Кулапов В. Л., Сенякин И. Н. Теория государства и права: учебно-методическое пособие. — 2-е изд., испр. и доп.. — Саратов: Издательство СГАП, 1998. — 254 с.
- Коллектив авторов. Теория государства и права. Учебник. — М.: Центр обеспечения кадровой работы МВД России, 2005. — 312 с.
- Коллектив авторов. Теория государства и права: курс лекций / под ред. Н. И. Матузова, А. В. Малько. — изд. 2-е перераб. и доп.. — М.: Юристъ, 2007. — 776 с. — ISBN 5-7975-0269-0.
- Коллектив авторов. Учебно-методический комплекс по теории государства и права: в 3 ч. / под ред. В. Л. Кулапова, И. Н. Сенякина. — Саратов: Издательство СГЮА, 2011. — ISBN 978-5-7924-0941-5.

### Статьи
- Кулапов В. Л., Матузов Н. И., Сенякин И. Н. Баранов В. М. Истинность норм советского права. — Саратов: Изд-во Сарат. ун-та, 1989. — 400 с. (Рецензия) // Советское государство и право : научный журнал. — 1989. — № 5. — С. 146—148.
- Сенякин И. Н. Проблемы специализации и унификации российского законодательства // Государство и право : научный журнал. — 1993. — № 5. — С. 20—27.
- Синюков В. Н. Федерализм и развитие российского законодательства // Правоведение : научный журнал. — 1996. — № 3. — С. 47.
- Сенякин И. Н., Синюков В. Н. Ростовщиков И. В. Права личности в России: их обеспечение и защита органами внутренних дел. — Волгоград, 1997. — 192 с. (Рецензия) // Государство и право : научный журнал. — 2000. — № 1. — С. 124—125.
- Сенякин И. Н. Российский федерализм: проблемы и тенденции развития // Правовая культура : научный журнал. — 2006. — № 1. — С. 31—42.
- Сенякин И. Н. Комплексное исследование правовой политики // Российское правосудие : научный журнал. — 2012. — № 4 (72). — С. 107—109.
- Сенякин И. Н. Рецензия на книгу: Желдыбина Т. А. Доктрина Г. Ф. Шершеневича о праве и государстве. М., 2011. 224 с. // Журнал российского права : научный журнал. — 2013. — № 5. — С. 132—135.

### Биография
- Сенякин, Иван Николаевич // Видные учёные-юристы России (Вторая половина XX века). Энциклопедический словарь биографий / ред. В. М. Сырых. — М.: РАП, 2006. — 548 с. — 1500 экз. — ISBN 5-93916-056-5.
- Сенякин Иван Николаевич // Юридическая техника : научный журнал. — 2008. — № 2. — С. 233.

### Критика
- Петров Д. Е. Научная школа «Система российского законодательства: состояние и перспективы развития» профессора кафедры теории государства и права Ивана Николаевича Сенякина // Вестник СГЮА : научный журнал. — 2016. — № 4 (111). — С. 22—24.
- Бабаев В. К., Баранов В. М., Кожевников С. Н. Сенякин И. Н. Специализация и унификация российского законодательства: проблемы теории и практики. — Саратов: Изд-во Сарат. ун-та, 1993. — 194 с. (Рецензия) // Государство и право : научный журнал. — 1993. — № 8. — С. 156—158.
- Гошуляк В. В., Фомин А. А. Климова Г. З., Сенякин И. Н. Реабилитация как правовой институт (вопросы теории и практики). — Саратов: Изд-во ГОУ ВПО «Саратовская государственная академия права», 2005. — 344 с. (Рецензия) // Правоведение : научный журнал. — 2005. — № 6. — С. 234—236.
- Поленина С. В. Сенякин И. Н. Федерализм как принцип российского законодательства. — Саратов: Изд-во ГОУ ВПО «Саратовская государственная академия права», 2007. — 500 с. (Рецензия) // Государство и право : научный журнал. — 2009. — № 3. — С. 118—120.